# Religiöse Sondergemeinschaft
Als religiöse Sondergemeinschaften werden seitens der christlichen Theologie bzw. Konfessionskunde solche christlichen Kirchen oder Gemeinschaften angesehen, die sich von den anderen Kirchen durch Sonderlehren abheben. Außerdem praktizieren sie eine Absonderung, sie lehnen zum Beispiel ökumenische Beziehungen ab und betrachten die anderen christlichen Kirchen als Gemeinschaften, die von der nach ihrer Ansicht wahren christlichen Lehre abgefallen sind.
Die meisten Sondergemeinschaften haben eine Theologie, die in einem oder mehreren Punkten nicht mit dem theologischen Minimalkonsens des Ökumenischen Rats der Kirchen übereinstimmt (Bekenntnis zum Glauben an den dreieinigen Gott, wie er im Nicäno-Konstantinopolitanum ausgedrückt ist, Taufe „im Namen des Vaters, des Sohns und des Heiligen Geistes“). Manche haben Lehrmeinungen oder Praktiken, die nur bei ihnen vorkommen und die sie als zentral für ihren Glauben ansehen.
Über die Einordnung einzelner Gemeinschaften als Sondergemeinschaften gibt es verschiedene Ansichten. Wissenssoziologisch sind solche Gruppen greifbar, die von innen wie nach außen als etwas eigenes wahrgenommen werden oder auf irgendeine Art aktenkundig sind.